# يهوذا (فلم)
يهوذا هو فيلم تلفزيوني إنجيلي درامي أنتج سنة 2004 ، القصة تدور حول يهوذا الذي يحاول تخليص اليهود من القيود الرومانية . تم تصوير الفيلم بمدينة ورزازات بالمغرب .

## الممثلين
- جوناثان شيش في دور يهوذا الإسخريوطي
- جوناثان سكارف في دور يسوع
- تيم ماتسون في دور بيلاطس البنطي
- فيونا غلاسكوت في دور كلوديا بروكل
- أوين تيل في دور فلافيوس
- بوب جنتون في دور قيافا
- مارك ووماك في دور بطرس
- روي كينار في دور أندراوس
- Enzo Squillino, Jr. في دور يعقوب بن زبدي
- هاري بيكوك  [لغات أخرى]‏ في دور يوحنا بن زبدي
- بول هاي في دور ماتيو
- جورجيا ماكنيزي في دور مريم المجدلية
- إيدان مكدرل في دور يوحنا المعمدان
- دبان كبن في دور مريم العذراء
- فيليب دونبار في دور هيرودوس أنتيباس
- عزيز الحطاب في دور برثولماوس
- هشام بهلول في دور توما
- حسنة طمطاوي في دور مرثا
- فتيحة واتيلي في دور مريم أخت لعازر
- حسين ديجيتي في دور سبت لعازر

## روابط خارجية
- مقالات تستعمل روابط فنية بلا صلة مع ويكي بيانات